# Det Norske Veritas
DNV GL is een wereldwijd opererend Noors classificatiebureau voor met name de energie, maritieme, olie & gas-industrie. DNV GL is in 2013 ontstaan uit een fusie tussen Det Norske Veritas (DNV) en Germanischer Lloyd (GL). Het is een onafhankelijke stichting die onder de naam DNV GL Group functioneert. De oprichting van DNV dateert van 1864. In 2013 beschikte DNV GL over 300 vestigingen in meer dan 100 landen en genereerde met ruim 16.000 medewerkers een omzet van EUR 2,5 miljard. In de Benelux heeft DNV GL kantoren in Barendrecht, Bilthoven, Arnhem, Groningen, Leiden en Antwerpen.

## Activiteiten
Binnen DNV GL bestaan er vier Business Area's te weten Maritiem, Olie & gas, Energie en Business Assurance.

### Maritiem
Samen met Lloyd's Register en American Bureau of Shipping is DNV GL een van de drie belangrijkste classificatiebureaus voor schepen. DNV GL classificeert 5100 schepen die bij elkaar 101 miljoen bruto-tonnenmaat zijn. Dit is 16% van de wereldvloot gezien in tonnage. Het beheert verder 70% van de brandstoftestmarkt en is erkend door 130 maritime autoriteiten. Ook draagt het middels high tech-oplossingen en adviezen bij aan een veilige en duurzame operatie van de offshore industrie (olie, gas, procesindustrie en toeleveranciers).

### Olie & gas
DNV GL is een van de leidende technische adviesbureaus voor de globale olie & gas-industrie en werkt samen met de grootste bedrijven uit deze sector aan een veilige, duurzame en innovatieve operatie. De oorsprong van twee divisies binnen Oil and Gas liggen bij Gasunie en National Grid, waarvan de R&D afdelingen verzelfstandigd werden aan het begin van de 21ste eeuw.

### Energie
In december 2011 maakten diverse grootaandeelhouders in KEMA, waaronder Eneco, Essent en DELTA, bekend hun aandelen te verkopen aan DNV. DNV verkreeg hiermee een meerderheidsbelang van 74,3%. Over de overnamesom zijn geen mededelingen gedaan. De nieuwe naam van het test- en certificatiebedrijf werd DNV KEMA Energy & Sustainability en bestond uit alle 1.800 werknemers van KEMA en 500 van DNV. In 2013 is DNV KEMA Energy & Sustainability verder geïntegreerd in de nieuwe DNV GL organisatie onder de naam DNV GL Energy.

### Business Assurance
De divisie Business Assurance verricht certificatie-, verificatie- en beoordelingdiensten voor organisaties in diverse sectoren. Zij beschikt over meer dan 80 nationale accreditaties en ruim 50.000 klanten.

## Fusie met Germanischer Lloyd
Eind december 2012 hebben DNV en Germanischer Lloyd (GL) een overeenkomst ondertekend om te fuseren tot een nieuwe combinatie met de naam DNV GL Group. Tweemaal eerder waren er gesprekken over een samengaan, in 1999-2000 en in 2006. De DNV Stichting zal 63,5% van de aandelen gaan bezitten en Mayfair SE, de eigenaar van GL Group, de overige 36,5%. Na goedkeuring door diverse toezichthouders is de nieuwe organisatie vanaf 12 september 2013 operationeel gegaan.